# Pixie cut

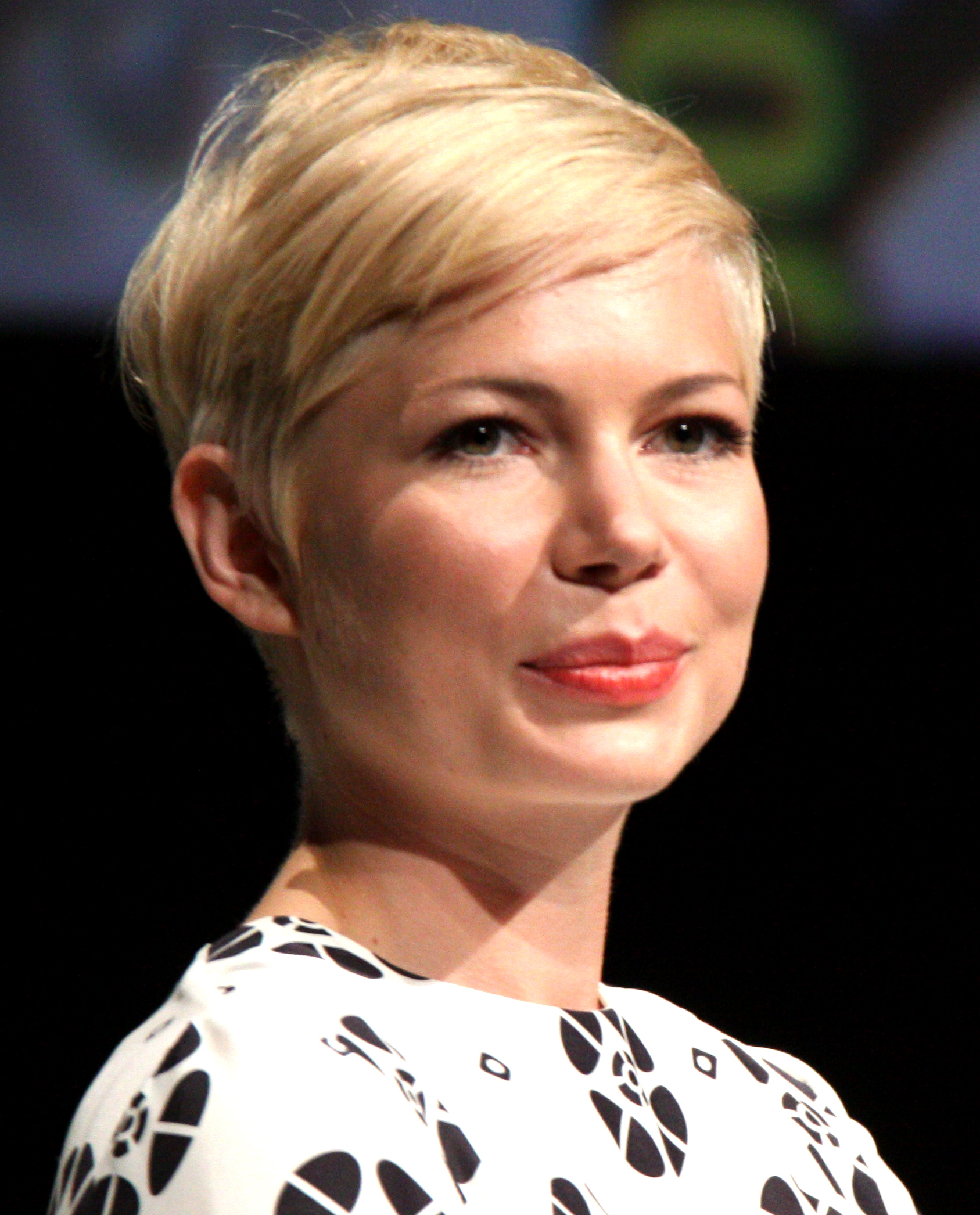
Fryzura pixie cut

Pixie cut – rodzaj krótkiej fryzury damskiej. Polega ona na bardzo krótkim przycięciu włosów po bokach głowy oraz nad karkiem i pozostawieniem dłuższej góry fryzury. Do spopularyzowania tego typu fryzury przyczyniła się brytyjska aktorka Audrey Hepburn, po premierze filmu Rzymskie wakacje (1953). W Polsce fryzurę pixie cut nosiły m.in. Małgorzata Kożuchowska i Edyta Herbuś, co przyczyniło się do popularyzacji tego stylu w kraju.
Strzyżenie można wykonać na każdym rodzaju włosów - włosach prostych, naturalnie falowanych oraz kręconych. Polecane jest dla kobiet o regularnych rysach twarzy i smukłych szyjach.